# Henri Lemay
Pour les articles homonymes, voir Lemay.
Henri Lemay, (né le 22 août 1939 à Chicoutimi, Canada et mort le 4 avril 2021 à Québec), est un administrateur et un homme politique québécois.
Il a été député de la circonscription de Gaspé pour le Parti québécois de 1981 à 1985. Il a été adjoint parlementaire du ministre de l'Agriculture, des Pêcheries et de l'Alimentation du 25 mai 1983 au 20 décembre 1984 et ministre délégué au Développement et à la Voirie des régions dans les cabinets Lévesque et Johnson du 20 décembre 1984 au 12 décembre 1985.